# 洮府街道
洮府街道，是中华人民共和国吉林省白城市洮南市下辖的一个乡镇级行政单位。

## 行政区划
洮府街道下辖以下地区：
北郊社区、南郊社区、东郊社区、西郊社区、桥南社区、永胜社区、增胜社区、万福村、福胜村和长龙村。